# Verwaltungsgemeinschaft Krün
Die Verwaltungsgemeinschaft Krün im oberbayerischen Landkreis Garmisch-Partenkirchen wurde im Zuge der Gemeindegebietsreform am 1. Mai 1978 gegründet und zum 1. Januar 1980 bereits wieder aufgelöst.
Ihr gehörten die Gemeinden Krün und Wallgau an.
Sitz der Verwaltungsgemeinschaft war Krün.